# (5871) Bobbell
(5871) Bobbell (1989 CE2) – planetoida z grupy pasa głównego asteroid okrążająca Słońce w ciągu 2,54 lat w średniej odległości 1,86 j.a. Odkryta 11 lutego 1989 roku.